# Маришка мряна
Маришката мряна (Barbus cyclolepis) е вид лъчеперка от семейство Шаранови (Cyprinidae). Видът не е застрашен от изчезване.

## Разпространение и местообитание
Разпространен е в България, Гърция и Турция.
Обитава сладководни басейни, морета и реки.

## Описание
На дължина достигат до 30 cm.
Продължителността им на живот е не повече от 6 години. Популацията на вида е стабилна.